# Ophiomyxa stimpsonii
Ophiomyxa stimpsonii is een slangster uit de familie Ophiomyxidae.
De wetenschappelijke naam van de soort werd in 1875 gepubliceerd door Theodore Lyman.